# نشت (الکترونیک)

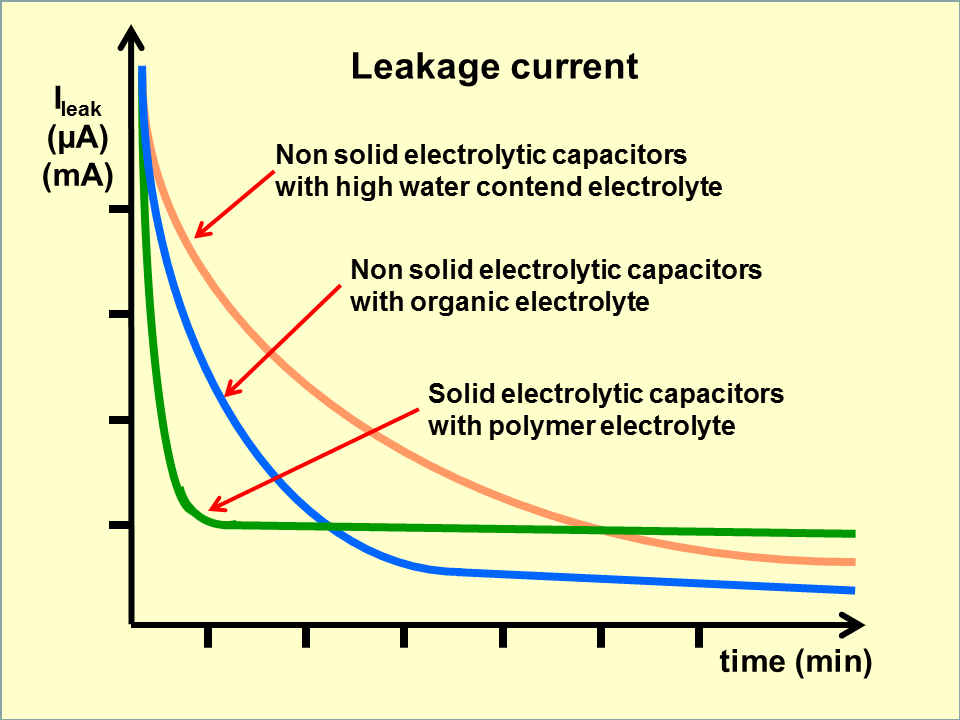
نمودار جریانِ نشت بر زمان

در الکترونیک، نشت به معنای تخلیه تدریجی انرژی و شارژ یک خازن است؛ که این باعث می‌شود که قطعات الکترونیکی مانند ترانزیستور و دیودها که به خازن متصل هستند در همه زمان‌ها، حتی وقتی خاموش هستند مقدار کمی جریان از خود عبور دهد. جریانی که بدین طریق بین قطعات رد و بدل و از بین می‌رود بسیار کمتر از جریانی است که در زمان روشن و فعال بودن قطعات رد و بدل می‌شود. یکی دیگر از عوامل که باعث نشتی در یک خازن است ناشی از ایراد در عایقی است که در خازن مورد استفاده است و به نشتی دی الکتریک شناخته می‌شود. این یک نتیجه از این است که مواد دی الکتریک به صورت کامل عایق نبوده و مقدار اندکی رسانایی داشته و باعث ایجاد جریان نشتی و تخلیه تدریجی شارژ خازن می‌شود.

## در خازن
نوعی دیگر از نشت زمانی اتفاق می‌افتد که جریان از مدار اصلی خارج شده و از طریق مسیرهای جایگزین عبور کند. این نوع از نشت نامطلوب است چرا که جریان را از طریق مسیر جایگزین می‌تواند باعث آتش‌سوزی، نویز RF یا برق گرفتگی شود. نشت از این نوع را می‌توان با مشاهده اینکه جریان در برخی نقاط از مدار با برخی نقاط دیگر مطابقت ندارد اندازه‌گیری کرد. نشت در یک سیستم ولتاژ قوی می‌تواند باعث مرگ انسان شود، زمانی که فرد به‌طور تصادفی در تماس با زمین و خط ولتاژ قوی باشد.
نشت نیز ممکن است به معنی انتقال ناخواسته انرژی از یک مدار به دیگر باشد. برای مثال خطوط مغناطیسی شار به‌طور کامل محدود در هسته ترانسفورماتور قدرت نمی‌شوند؛ ممکن است مداری دیگر با ترانسفورماتور کوپل شده و مقداری از انرژی را در فرکانس الکتریکی وسایل الکتریکی دریافت کند که نتیجه ان صدای هوم مغناطیسی قابل شنیدن در ابزار صوتی است.
جریان نشتی نیز شامل هر جریانی می‌شود که در حالت ایده‌آل باید صفر باشد. چنین است که در مورد ابزار الکترونیکی زمانی که آن‌ها در حالت آماده به کار و غیرفعال یا در حالت اسلیپ "sleep" هستند. این دستگاه‌ها در وضعت خاموش در حد یک دو میکرو آمپر جریان می‌کشند در مقایسه با وضعیتی که در عملکرد کامل هستند و صدها یا هزاران میلی‌آمپر جریان مصرف می‌کنند. این نشت جریان در حال تبدیل شدن به یک عامل مهم برای تولیدکنندگان دستگاه‌های قابل حمل است زیرا اثر نامطلوبی بر باتری دستگاه گذاشته و در زمان مورد استفاده برای مصرف‌کننده ایجاد اشکال می‌کند.

## در نیمه هادی‌ها
در نیمه هادی‌ها نشت یک پدیده کوانتومی است که در آن ذرات حامل بار الکتریکی (الکترون یا حفره) از تونل بین یک ناحیه عایق عبور می‌کنند. نشت با تغییر عرض ناحیه تونل افزایش تصاعدی خواهد داشت این نوع نشت در سراسر نیمه هادی و اتصالات بین نیمه هادی‌های نوع "N" و نوع "P" وجود خواهد داشت. نوع دیگری از تونل در یک ترانزیستور اکسید فلزی  (MOS) است که به کمک ترمینال گیت نشت و جریان حامل‌های بار الکتریکی بین ترمینال‌های سورس و درین برقرار می‌شود؛ که بنام رسانایی زیر آستانه شناخته می‌شود. منبع اصلی نشت در داخل ترانزیستور رخ می‌دهد. اما الکترون‌ها نیز می‌توانند بین اتصالات نشت کنند. نشت باعث افزایش مصرف برق می‌شود که اگر به اندازه کافی بزرگ باشد می‌تواند مدار را به‌طور کامل خراب کند.
نشت در حال حاضر یکی از عوامل اصلی محدودکننده عملکرد پردازنده کامپیوتر است. تلاش برای به حداقل رساندن نشتی عبارتند از: استفاده از strained silicon, high-k dielectrics و/یا افزایش ناخالصی در سطح نیمه هادی است. نشت با قانون مور کاهش یافته؛ که نه تنها راه حل نیاز به مواد جدید نیست بلکه سیستم مناسب طراحی شده‌است.
انواع خاصی از نیمه هادی‌ها ایراد در خودشان را با افزایش نشتی نشان می‌دهند. در نتیجه اندازه‌گیری نشتی یا تستهای Iddq روشی سریع و ارزان برای پیدا کردن نقص در تراشه است.
افزایش نشت یک حالت رایج ناشی از افزایش استرس در یک قطعه نیمه هادی در ترمینال گیت دچار آسیب دائمی کافی به علت خرابی فاجعه بار است. ایجاد استرس ترمینال گیت می‌تواند منجر به استرس ناشی از جریان نشتی شود.
در bipolar junction transistors جریان امیتر برابر مجموع جریان کلکتور و جریان پایه است. e = Ic + Ibا. جریان کلکتور دو جزء است: حامل‌های اقلیت و حامل‌های اکثریت. جریان اقلیت که به نام جریان نشتی شناخته می‌شود.
جریان نشتی به‌طور معمول با میکرو آمپر اندازه‌گیری می‌شود. برای معکوس یک دیود به درجه حرارت حساسیت دارد. جریان نشتی باید در محدوده گسترده‌تری از دما مورد بررسی قرار گیرد.